# جائحة فيروس كورونا في ترينيداد وتوباغو
توثق هذه المقالة آثار جائحة فيروس كورونا 2019–20 في ترينيداد وتوباغو، وقد لا تتضمن جميع الاستجابات والإجراءات الرئيسية حتى الآن.

## خلفية
في 12 يناير 2020، أكدت منظمة الصحة العالمية عن ظهور فيروس كورونا المستجد كسبب للمرض التنفسي الذي أصاب مجموعة من الأشخاص في مدينة ووهان، مقاطعة خوبي، الصين، إذ أُبلغ عنهم إلى منظمة الصحة العالمية في 31 ديسمبر 2019. كانت نسبة الوفيات بين الحالات المُشخصة بكوفيد-19 أقل بكثير من جائحة فيروس سارس في عام 2003، لكن انتقال العدوى كان أكبر، والوفيات أيضًا.

## الجدول الزمني
في 12 مارس، أعلنت جمهورية ترينيداد وتوباغو عن تسجيل أول إصابة بفيروس كوفيد-19 في البلاد. والمصاب رجل يبلغ من العمر 52 عامًا كان قد عاد من سويسرا مؤخرًا. وتم وضعه قيد الحجر قبل ظهور أعراض كوفيد-19 عليه. وجرى العمل على تتبع وحصر الركاب الذين كانوا على تماس بالمريض في الطائرة التي وصل على متنها.
في 13 مارس، سجلت سلطات ترينيداد وتوباغو حالة إصابة ثانية بكوفيد-19. كانت هذه الحالة لرجل في الـ66 من العمر سجل سفره غير معروف. عرض هذا الرجل حالته في منشأة صحية وسرعان ما تم الحجر عليه. كذلك جرى تطبيق الحجر الصحي على أشخاص آخرين كانوا على تماس بالمريض.
في 15 مارس، تم تسجيل حالتيّ إصابة جديدتين، لترتفع بذلك محصلة الإصابات في البلاد إلى 4 حالات إصابة.
في مارس 16 تم تسجيل حالة إصابة خامسة.
في 17 مارس، تم تسجيل حالتي إصابة جديدتين لترتفع بذلك محصلة الإصابات إلى 7 حالات.
في 19 مارس، تم تسجيل إصابتين جديدتين.

## جهود الوقاية
أعلن وزير الصحة في ترينيداد وتوباغو تيرانس ديالسنغ عن فرض قيود على المسافرين القادمين من الصين. سيُمنع الأشخاص الذين كانوا يقيمون في الصين أو كانوا قد زاروها من دخول ترينيداد وتوباغو، إلّا في حال كانوا قد غادروا الأراضي الصينية بعد انقضاء 14 يومًا على محاولتهم السفر إلى ترينيداد وتوباغو. وسيُمنع المسافرون الذين انطلقت رحلاتهم من دول إيطاليا وكوريا الجنوبية وسنغافورة واليابان وإيران وألمانيا وإسبانيا وفرنسا من الدخول للبلاد. في 16 مارس، أعلن رئيس الوزراء كيث رولي عن إغلاق البلاد لحدودها في وجه جميع الوافدين باستثناء مواطنينها والعاملين في القطاع الصحي لمدة 14 يومًا. وعلاوة على ذلك، تم إغلاق الحانات وتمديد إغلاق المدارس حتى يوم 20 أبريل. دخل الإغلاق حيز التنفيذ بحلول منتصف الليل يوم 17 مارس.
في 13 مارس، أعلن رولي عن إغلاق المدارس والجامعات في جميع أرجاء البلاد احترازًا من جائحة فيروس كورونا المستجد. وفي 16 مارس، تم تمديد الإغلاق حتى يوم 20 أبريل.
في 15 مارس، أعلن مفوض شرطة ترينيداد وتوباغو غاري غريفيث عن دخوله للحجر الذاتي.
أعلنت العديد عن الروابط الهندوسية عن إلغاء مراسم الاحتفال بمهرجان فاغوا. أُلغيت العديد من الفعاليات والنشاطات الأخرى أو تم تأجيلها.
فُرضت قيود وإجراءات احترازية فيما يخص السجون في البلاد.
أغلقت شركة BPTT للغاز الطبيعي مكاتبها استجابةً للمخاوف بشأن تفشي كوفيد-19.
أعلن وزير الصحة ديالسنغ عن توفر 3000 حقيبة اختبار في ترينيداد اعتبارًا من يوم 16 مارس وعن وصول 1000 حقيبة أخرى فيما بعد.
أعلنت وزيرة العمل جينيفر بابتيست-بريموس عن إتاحة إجازة خاصة بالجائحة للعاملين ممن لديهم أطفال.